# Edit Sámuel
Edit Sámuel (* 8. Oktober 1954 in Balassagyarmat) ist eine ehemalige ungarische Leichtathletin, die sich auf den Hochsprung spezialisiert hat.

## Sportliche Laufbahn
Edit Sámuel war von 1968 bis 1972 Mitglied des Vereins KSI (Központi Sport- és Ifjúsági Egyesület) und von 1972 bis 1980 bei Bp. Spartacus. Sie trat nur bei den Halleneuropameisterschaften 1977 in Donostia / San Sebastián international in Erscheinung und gewann dort mit übersprungenen 1,86 m die Bronzemedaille hinter der Italienerin Sara Simeoni und Brigitte Holzapfel aus Westdeutschland. 
1975 wurde Sámuel ungarische Hallenmeisterin im Hochsprung.
1977 legte sie die Prüfung als Trainerin ab.

### Ergebnisse
| Jahr | Veranstaltung                                | Platzierung | Höhe   |
| 1974 | Ungarische Meisterschaft                     | 3.          | 1,74 m |
| 1975 | Ungarische Meisterschaft                     | 2.          | 1,78 m |
|      | Ungarische Hallenmeisterschaft               | 1.          | 1,80 m |
|      | Vorentscheidung zum Leichtathletik-Europacup | 3.          | 1,79 m |
| 1977 | Halleneuropameisterschaft                    | 3.          | 1,86 m |
|      | Ungarische Hallenmeisterschaft               | 2.          | 1,88 m |
| 1978 | Ungarische Meisterschaft                     | 2.          | 1,81 m |
|      | Ungarische Hallenmeisterschaft               | 2.          | 1,86 m |
| 1979 | Ungarische Meisterschaft                     | 3.          | 1,80 m |
| 1980 | Ungarische Hallenmeisterschaft               | 3.          | 1,75 m |